# Scienza Cristiana

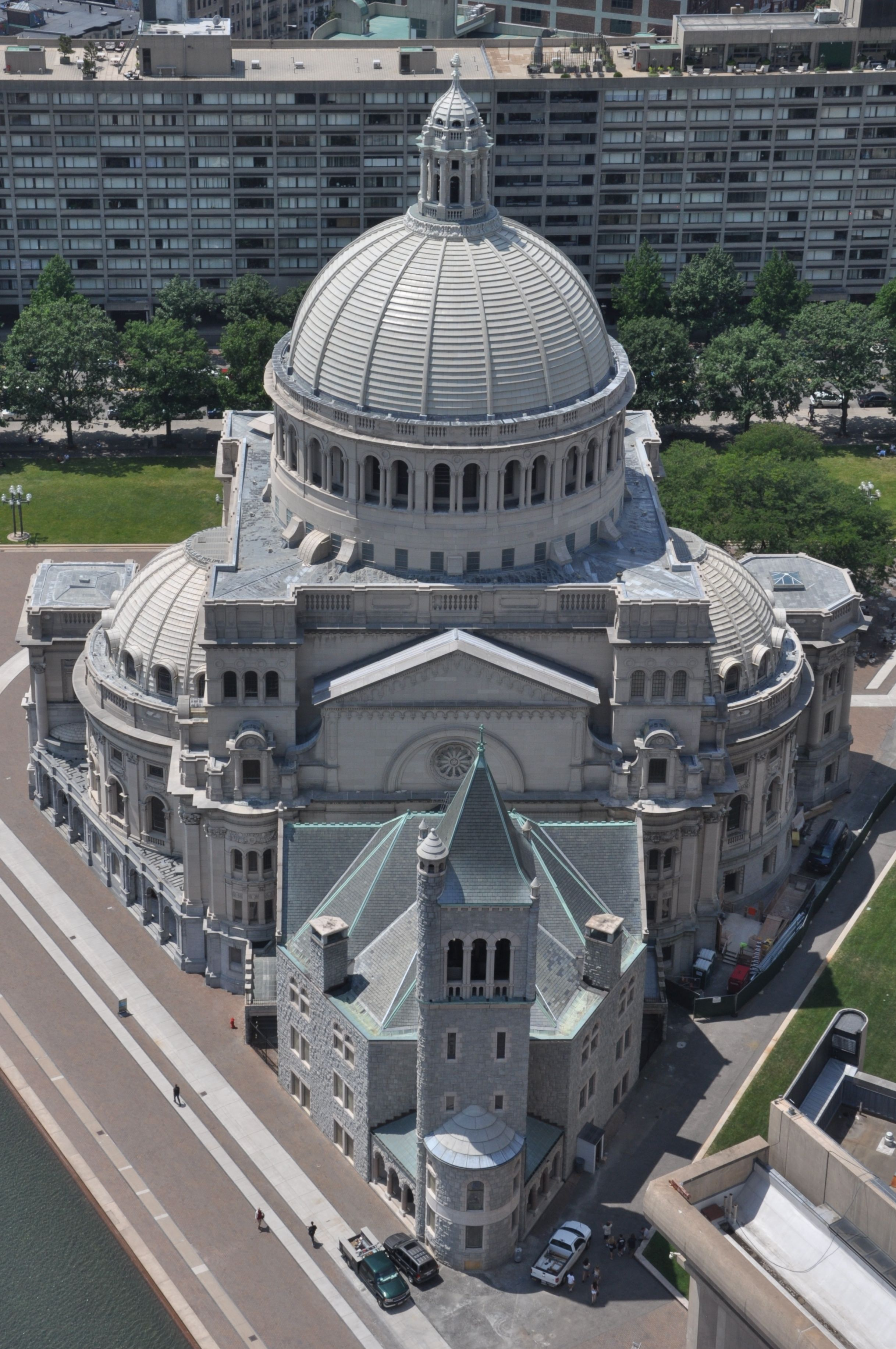
La chiesa madre di Boston

Scienza Cristiana (in inglese Christian Science) è un nuovo movimento religioso cristiano metafisico fondato nel 1879 negli Stati Uniti d'America da Mary Baker Eddy (1821-1910).
La sua missione dichiarata è quella di ripristinare il cristianesimo primitivo ed il suo elemento perduto di guarigione. La Chiesa Madre di questo movimento, La Prima chiesa del Cristo, Scientista, ha sede a Boston, nel Massachusetts, USA. Sebbene le denominazioni di Scienza Cristiana e Scientology siano somiglianti, le due entità non hanno niente a che fare tra di loro. Solo l'influenza del sistema di Phineas Quimby e del movimento Nuovo Pensiero sulla teologia e gli insegnamenti della Scienza Cristiana rimane oggetto di dibattito; tuttavia Mary Baker Eddy successivamente si allontanò dagli insegnamenti di Phineas Quimby, sostenendo che la guarigione arriva direttamente da Dio e non attraverso la mediazione della mente: la Scienza Cristiana pertanto non si considera parte del movimento Nuovo Pensiero.

## Dottrina
La dottrina di Scienza Cristiana si basa sull'affermazione presente nella Genesi in cui si dice che Dio fece tutto e che tutto ciò che è fatto da Lui viene ritenuto "buono". Da qui il riconoscimento che l'unica realtà è Dio e la sua creazione è spirituale anziché materiale. Ne consegue che l'essere umano, creato a perfetta immagine e somiglianza di Dio, è un essere spirituale e non materiale. Questo riconoscimento della realtà spirituale della creazione porta alla consapevolezza dell'irrealtà del peccato, della malattia e della morte, e permette all'uomo di arrivare alla liberazione da questi mali e alla guarigione attraverso la via insegnata da Cristo Gesù. Essendo il paradiso e l'inferno stati mentali, il diavolo (il cui significato etimologico è quello di "separatore" o "ingannatore") è il simbolo della natura esteriore apparente che viene vinta dalla fede in Cristo (la fede è la comprensione della natura perfetta intrinseca del cosmo), simboleggiata nell'eucaristia, immagine dell'unione con la natura perfetta incarnata da Cristo, e l'anima stessa riflette il dualismo, distinguendosi in mente mortale e mente immortale.
Mary Baker Eddy, cresciuta in una famiglia congregazionalista profondamente religiosa, si ribellò contro la dottrina calvinista della predestinazione e contro i concetti del peccato originale e dell'inferno in tenera età, e si rivolse regolarmente alla Bibbia con la preghiera di riceverne speranza e ispirazione. Mary Baker Eddy afferma:
[...]
Il male non è che un'illusione e non ha base reale [...]. Se il peccato, la malattia e la morte fossero compresi come nullità, scomparirebbero. La Resurrezione di Gesù, il Figlio di Dio, rappresenta la prova della non realtà della morte. Una volta che tutti gli umani saranno consapevoli di questa verità, il mondo materiale non sussisterà più.»
I guaritori della "Scienza Cristiana" intervengono accanto al malato per aiutarlo a lottare contro «il Mesmerismo o magnetismo animale dannoso, cioè pensieri cattivi e falsi che sono la vera causa della malattia». Mary Baker Eddy (la fondatrice del movimento di Scienza Cristiana) considerava il male come un'illusione. Partita dal concetto di Dio come Spirito infinito, tutto buono, giunse alla conclusione che il cosiddetto "opposto a Dio" non poteva essere reale o fattuale. Ha spiegato che all'infinità di Dio (o del bene), il male sarebbe sconosciuto, proprio come in una stanza piena di luce, il buio è sconosciuto. Nel suo libro,  Scienza e salute con chiave delle Scritture,  Eddy descrive il male ed il relativo senso di "realtà" chiamato materia, come impossibile o sconosciuto al Dio Spirito infinito. Scrive: "La vita non è né dentro la materia né fatta di materia. Quella che viene definita materia è sconosciuta allo Spirito, che racchiude in sé tutta la sostanza ed è Vita eterna. La materia è un concetto umano. La Vita è Mente divina. La Vita non è limitata. La morte e la finitezza sono sconosciuti alla Vita vera, reale, effettiva o spirituale. Se questa unica e sola Vita vera e spirituale avesse mai avuto un inizio, avrebbe anche una fine". Per Eddy, il male non era un "qualcosa", da essere noto alla Verità come realtà, ma l'assenza ipotetica del bene. Questa assenza di bene non poteva che sembrare esistente in una credenza ignorante e falsa auto-ingannantesi, che Eddy ha chiamato "mente umana", collegandola alla mente carnale paolina del Nuovo Testamento.
Per Eddy, la mente mortale era uno stato di auto-inganno, o ignoranza del vero essere. Per Eddy e i suoi seguaci, trattare o vincere il male consiste nel "togliergli la maschera" (della realtà apparente) nel pensiero, attraverso la comprensione della totalità di Dio, e il nulla a Lui opposto. Eddy concluse che Gesù Cristo guariva malattie sia fisiche che morali e le deformità, rifiutando di accettare come realtà ciò che i sensi fisici visualizzavano, comprendendo invece la perfetta immagine e somiglianza (spirituale) di Dio, dove il male (o errore) sembrava risiedere. In Scienza e Salute, ha scritto: «Gesù ha visto nella Scienza [attraverso la sua visione mentale spirituale o divina] l'uomo perfetto, mentre i mortali vedono l'essere umano peccatore mortale. In questo individuo perfetto [spirituale o divinamente mentale] il Salvatore vide la somiglianza di Dio, e questa corretta visione dell'uomo guariva i malati. Così Gesù ha insegnato che il regno di Dio è intatto, universale, e che l'individuo è santo e puro [...] Per i cinque sensi corporei, l'individuo appare come materia e mente uniti, ma Scienza Cristiana rivela l'uomo come idea di Dio, e afferma che i sensi corporei sono illusioni mortali ed errate. La Scienza Divina dimostra come sia impossibile che un corpo materiale, anche se intrecciato con il più alto strato della materia, erroneamente chiamata mente, possa essere l'essere umano, che è idea di essere immortale, indistruttibile ed eterno. Se fosse altrimenti, l'umano verrebbe annientato".
In conseguenza del rifiuto della realtà del male, Eddy ed i suoi seguaci affermano di non avere alcun problema filosofico con il concetto di una divinità contemporaneamente onnipotente e infinitamente buona. Per quanto riguarda la questione di ciò che ha causato o causa l'illusione del male, Scienza Cristiana risponde che la questione è priva di senso, e inoltre che indagare l'origine dell'illusione del male è una perdita di tempo che tende a rafforzarlo, poiché tale questione rafforzerebbe la (falsa) convinzione che il male è reale (così come indagare sull'origine di un errore matematico ritarda la soluzione del problema che uno sta cercando di risolvere). Eddy scrive: "L'idea che sia il male che il bene siano reali è un'illusione del senso materiale, che la Scienza annienta. Il male è nulla, né cosa, né mente, né potenza".
Eddy consigliò ai suoi allievi: «Quando peccato o malattia [...] appaiono reali ai sensi materiali, impartite, senza spaventare o scoraggiare il paziente [il soggetto trattato metafisicamente con la preghiera scientifica o "trattamento di Scienza Cristiana"], la verità e la comprensione spirituale, che distruggono la malattia. Esponete e denunciate le lusinghe del male e della malattia in tutte le loro forme, ma non asserite nessuna realtà in loro. Un peccatore non si riforma solo assicurandolo che non può essere un peccatore, dato che il peccato non esiste. Per rimuovere l'affermazione del peccato, dovete rilevarla [cioè in quanto agisce come apparente "realtà"], toglierle la maschera [che inganna sia vittima che esecutore], indicarne l'illusione, e quindi ottenere la vittoria sul peccato e così dimostrare la sua irrealtà. I malati non sono guariti semplicemente dichiarando che non vi è alcuna malattia, ma sapendo che non vi è". Scienza Cristiana fa una distinzione fondamentale tra la guarigione dal peccato e la guarigione dalla malattia. Eddy scrive: "L'unica differenza tra la cura del peccato e la cura della malattia è che il peccato deve essere scoperto prima di poterlo distruggere, e che il senso morale sia sollecitato a respingere il senso di errore; mentre la malattia deve essere coperta dal velo di armonia, e la consapevolezza ne deve gioire, nel senso che non ha nulla da rimpiangere, ma qualcosa da dimenticare".
L'aspetto femminile e materno di Dio ha una notevole importanza nella dottrina di Scienza Cristiana. Da essa deriva l'affermazione, peraltro ripresa inizialmente dalla teologia mistica della beata cattolica Giuliana di Norwich e, successivamente, anche dalla maestra dei maestri del Nuovo Pensiero Emma Curtis Hopkins: Com'è vero che Dio è nostro Padre, così è vero che Dio è nostra Madre. Per questo motivo la tradizionale preghiera cristiana del Padre nostro, su indicazione diretta da parte di Mary Baker Eddy, viene interpretata spiritualmente, letta e recitata da Scienza Cristiana con la formula: Nostro Dio Padre-Madre. In questa formula si nota anche nell'avanzamento sociale delle donne un segnale dell'inizio di una nuova epoca storica, quella dello Spirito Santo, o Dio Madre, in cui l'aspetto femminile di Dio riceveva riconoscimento. Un'espressione molto nota e decisamente rivoluzionaria e femminista per la sua epoca. Il riassunto ufficiale della fede di Scienza Cristiana è il seguente:
1. "In quanto aderenti alla Verità consideriamo la Parola ispirata della Bibbia come guida sufficiente per la Vita eterna";
2. "Crediamo ed adoriamo un unico Dio, supremo ed infinito. Crediamo nel Figlio Suo, unico Cristo, crediamo nello Spirito Santo o Divino Consolatore, e crediamo nell'uomo, fatto ad immagine e somiglianza di Dio";
3. "Crediamo nella remissione dei peccati da parte di Dio, che purifica ogni colpa, e nella comprensione spirituale che fa apparire il male come non-reale. Ma la fede nel male, fintanto che sussiste, viene punita";
4. "Crediamo nell'Espiazione di Gesù come prova dell'efficacia dell'amore divino, che rivela l'unione profonda dell'uomo con Dio tramite Gesù Cristo, colui che mostra la Via; e crediamo nella salvezza dell'uomo in Cristo, per mezzo della Verità, della Vita e dell'Amore, come dimostrano i profeti di Galilea guarendo tutti i malati e sconfiggendo il peccato e la morte";
5. "Crediamo che la Crocifissione di Gesù e la Sua resurrezione siano servite ad elevare la fede fino a comprendere il significato della vita eterna, nonché la totalità dell'anima e dello Spirito e la nullità della materia";
6. "E solennemente noi promettiamo di vigilare e pregare affinché in noi risieda la Mente di Dio che era anche in Gesù Cristo, affinché venga fatto agli altri tutto quello che vorremmo che fosse fatto a noi, e affinché possiamo diventare misericordiosi, giusti e puri".

## Scienza e Salute con la Chiave delle Scritture
Scienza e Salute con la Chiave delle Scritture, insieme alla Bibbia, è il testo centrale di Scienza Cristiana. È stato scritto da Mary Baker Eddy, ispirato dagli studi della Bibbia che approfondì nel 1867 a seguito di una esperienza di guarigione. Scienza e Salute con la Chiave delle Scritture pone una visione del tutto metafisica del cristianesimo in cui il peccato, la malattia e la morte non sono di Dio, e quindi non sono reali. Inoltre, suggerisce che, sforzandosi verso una comprensione spirituale del mondo come creazione perfetta di Dio, queste "false credenze" sono disseminate dalla propria esperienza. Il libro ha tre sezioni: la sezione principale, che costituisce la maggior parte del libro, comprende le prime 500 pagine.

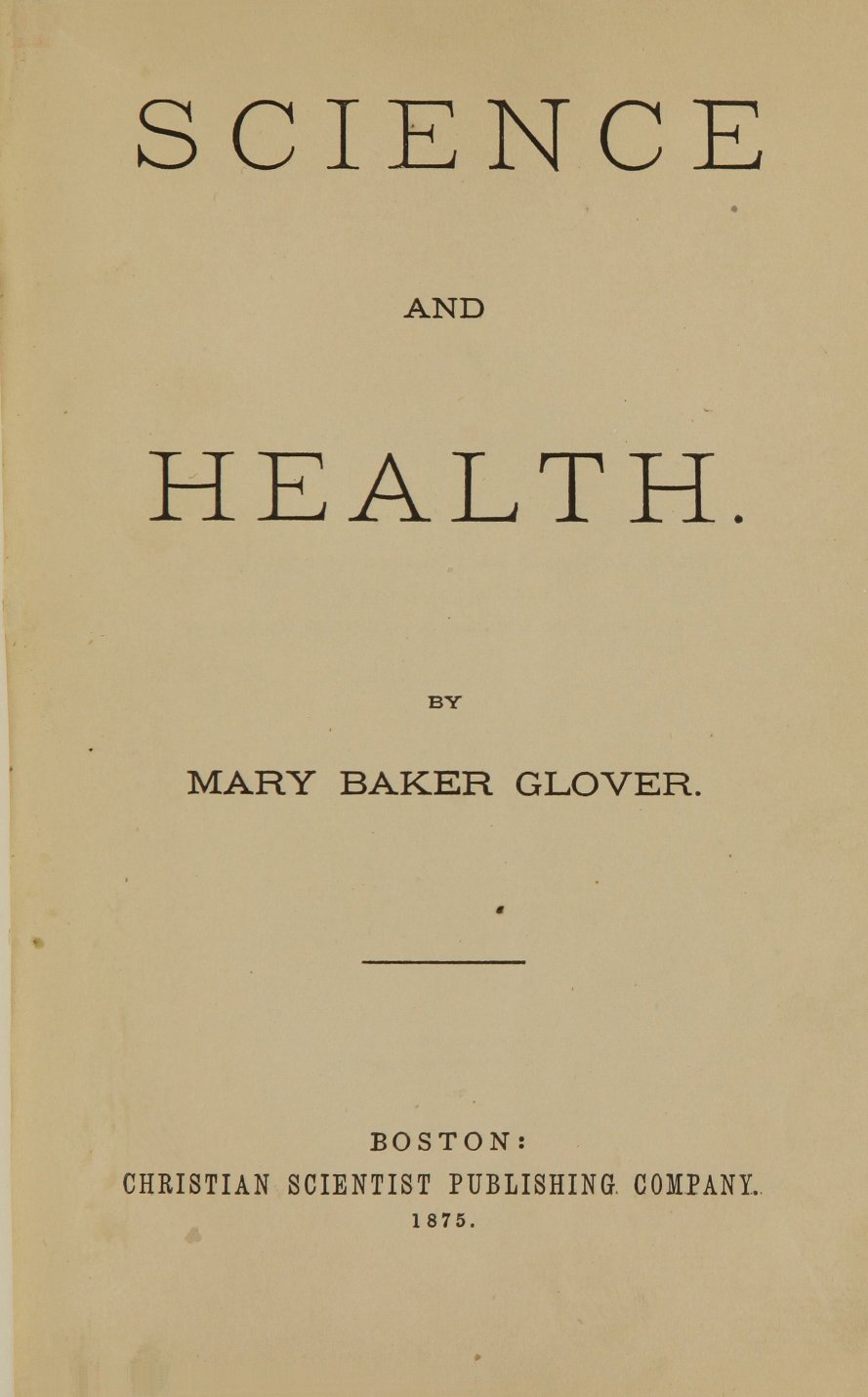
Prima edizione di Scienza e Salute con la Chiave delle Scritture,1875

La seconda sezione, La Chiave delle Scritture, esamina le parti della Genesi e l'Apocalisse di Giovanni e fornisce un glossario di interpretazioni metafisiche dei termini comunemente usati dalla Bibbia. La sezione finale, le ultime cento pagine, sono testimonianze di persone che sostengono di "essere state guarite attraverso la lettura o lo studio del libro". Scienza e Salute con la Chiave delle Scritture incapsula gli insegnamenti di Scienza Cristiana i cui seguaci chiamano il loro "libro di testo". Alle funzioni domenicali, brani del libro sono letti insieme a passi della Bibbia da due lettori incaricati dalla Chiesa. Mary Baker Eddy definì i due testi di Scienza Cristiana, rispettivamente Scienza e Salute con la Chiave delle Scritture e la Bibbia, i "pastori impersonali" della medesima Chiesa. Nel 1920, l'esponente americano più importante del surrealismo Joseph Cornell ha letto gli scritti di Mary Baker Eddy, tra i quali Scienza e Salute con la Chiave delle Scritture. Cornell ha considerato quest' opera di Eddy essere tra i più importanti libri mai 
pubblicati dopo la Bibbia, e divenne permanentemente un seguace di Scienza Cristiana.
L'attore Val Kilmer è un altro noto seguace di Scienza Cristiana, così come i genitori di James Hetfield il chitarrista e frontman dei Metallica. James Hatley era invece un  importante sergente membro di Scienza Cristiana (1SG Hatley Clemency Video by KimHatley3 on YouTube).

## Simbolo

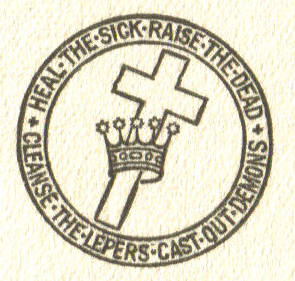
Il simbolo di Scienza Cristiana, con la croce e la corona e le parole dal Vangelo di Matteo 10:8

Il simbolo di Scienza Cristiana è una croce inserita dentro una corona con la scritta del Vangelo secondo Matteo 10,7-13 "Guarire i malati, risuscitare i morti, purificare i lebbrosi, scacciare i demoni".

## Storia
Mary Baker Eddy elaborò la dottrina dopo l'improvvisa guarigione da una frattura conseguente ad una caduta sul ghiaccio il 10 febbraio del 1866: secondo la Eddy la guarigione non derivava dalla scienza medica, bensì dalla fede. Andando oltre su questa strada si convinse che la malattia non avesse un'effettiva realtà e che il corpo fosse influenzato dalla mente e dalla preghiera. Nel 1875 pubblicò la prima edizione (ne seguiranno infatti altre 52, tutte tradotte e diffuse in 17 lingue mondiali in 80 paesi), del libro "Scienza e Salute con la Chiave delle Scritture" e nel 1879 fondò a Boston la "Prima Chiesa di Cristo, Scientista". Il messaggio tuttavia non è indirizzato ai soli membri della chiesa cristiana, ma ai fedeli di ogni religione.

## Struttura e diffusione
Attualmente seguono questa dottrina circa 3000 comunità principalmente negli Stati Uniti che riconoscono la preminenza della prima comunità madre di Boston e approssimativamente 450.000 fedeli sparsi in 80 paesi a parte gli USA con 85.000 fedeli. Al vertice del movimento si trova un Consiglio di amministrazione composto da cinque membri, e ogni comunità ha un suo Consiglio, che elegge inoltre due Lettori per la lettura della Bibbia e del testo della fondatrice Mary Baker Eddy nel corso dei servizi domenicali. Si tengono inoltre riunioni settimanali dedicate principalmente all'ascolto delle testimonianze di guarigione e al ringraziamento. In Europa notevole è la presenza di Scienza Cristiana in Svizzera dove conta ufficialmente 26 Chiese, 12 in Francia dove è presente dal 1890, ed in Gran Bretagna. Il movimento pubblica negli Stati Uniti il giornale The Christian Science Monitor fondato da Mary Baker Eddy nel 1908. Altre pubblicazioni sono L'Araldo della Scienza Cristiana, una rivista trimestrale pubblicata anche in lingua italiana, e quelle curate dalla Christian Science Publishing Society.

## Scienza Cristiana in Italia
Chiese di Scienza Cristiana sono presenti anche in Italia a partire dal 1897 e la principale si trova a Milano. Scienza Cristiana si è diffusa in Italia inizialmente attraverso la comunità britannica presente a Firenze dal 1908, ricevendo in seguito un'ulteriore spinta alla fine della Seconda guerra mondiale grazie alla presenza statunitense. La Prima Chiesa del Cristo Scientista di Firenze è stata la prima a vedersi riconosciuta la personalità giuridica dallo Stato Italiano nel 2004. Il rappresentante nazionale è uno dei membri della Consulta delle Religioni di Roma. In Italia vi sono tre Chiese filiali, dopo Milano e Firenze, anche ad Aosta, poi una Società della Scienza Cristiana a Torino, e due gruppi informali di studio a Roma e Perugia.

## Controversie
I detrattori di Scienza Cristiana denunciano generalmente l'uso nel suo seno di pratiche spirituali che riguardano la guarigione miracolosa e che comportano il rifiuto della medicina scientifica, o ancora il potere della Chiesa madre, la sede centrale di Boston, e le sue attività di proselitismo. I membri affermano che l'organizzazione è democratica, pur mantenendo un'affiliazione con la chiesa madre, che la volontà di diffusione della loro dottrina non è condannabile e che l'impiego o il rifiuto della medicina è una scelta personale. Negli Stati Uniti, in Svizzera, in Francia, in Gran Bretagna e in Italia questo movimento è considerato come una Chiesa cristiana a pieno titolo.